# Leonardo Roissard de Bellet
Leonardo Roissard de Bellet, italijanski general, * 16. november 1816, † 11. februar 1901.
Med letoma 1878 in 1891 je bil poveljujoči general Korpusa karabinjerjev.